# Linh dương vằn Kudu

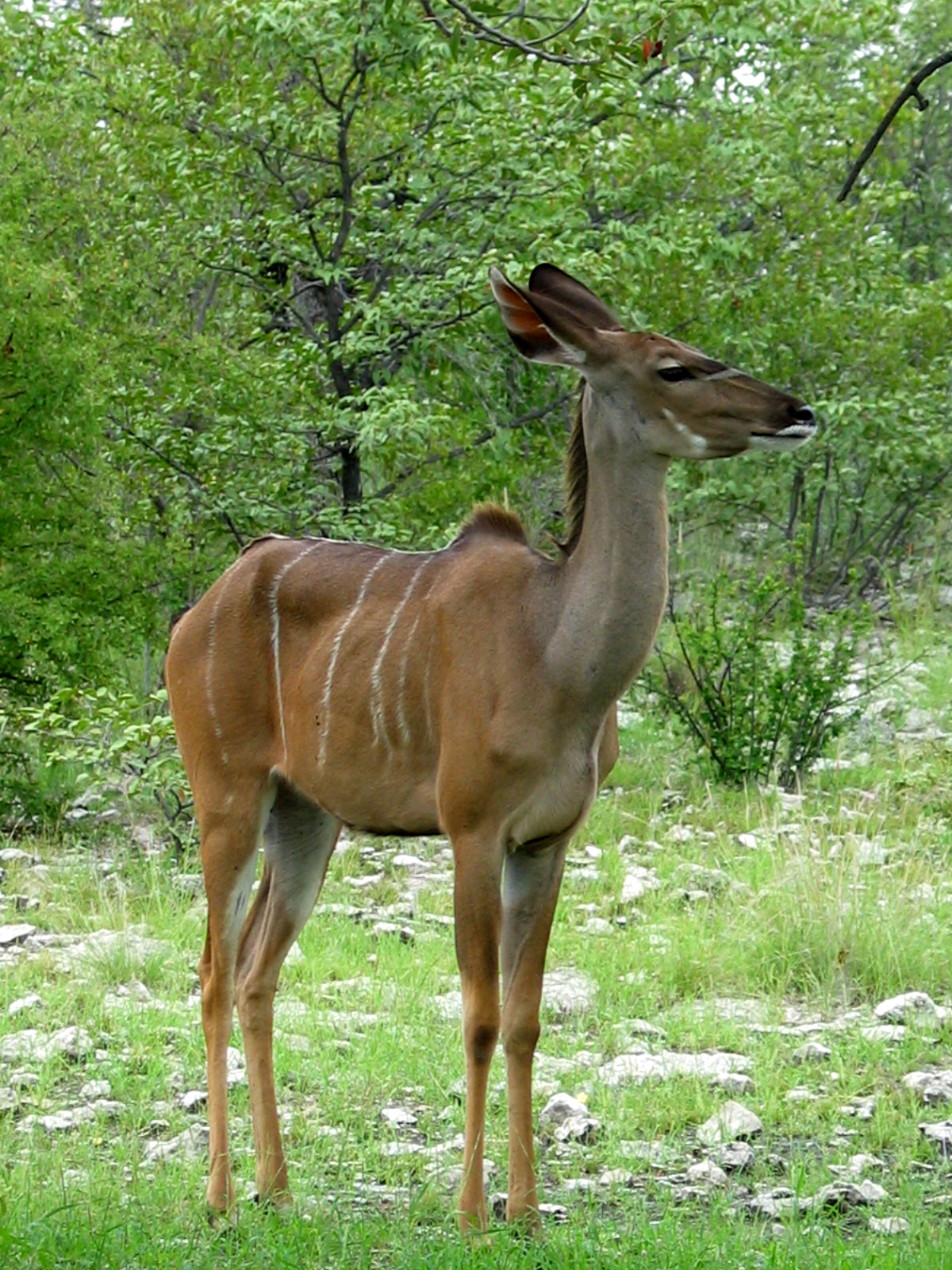
Linh dương vằn Kudu

Linh dương vằn Kudu hay còn gọi là linh dương Kudu là những loài linh dương thuộc chi Tragelaphus. Chi này hiện nay có hai loài gồm: linh dương Kudu nhỏ (Tragelaphus imberbis) phân bố tại vùng phía Đông châu Phi và linh dương Kudu lớn (Tragelaphus strepsiceros) phân bố tại phía Đông và Đông Nam của châu Phi. Tên của loài động vật được du nhập vào Anh trong thế kỷ 18 từ iqhude trong tiếng isiXhosa, qua tiếng Afrikaans là Koedoe.

## Phân bố
Linh dương Kudu đến từ các thảo nguyên, xavan và cây bụi. Chúng phải dựa vào bụi cây để bảo vệ mình trước những cuộc tấn công của các dã thú, chẳng hạn như chó hoang châu Phi, vì vậy, hiếm khi thấy chúng trong vùng đồng đỏ. Phạm vi của các Kudu lớn kéo dài từ phía đông ở Ethiopia, Tanzania, Eritrea và Kenya vào phía nam, nơi chúng được tìm thấy ở Zambia, Angola, Namibia, Botswana, Zimbabwe và Nam Phi. Chúng cũng đã được nhập nội với số lượng nhỏ vào New Mexico. Môi trường sống của chúng bao gồm dày thảo nguyên cây bụi, sườn đồi đá, lòng sông khô. Kudu nhỏ là Chúng là loài bản địa Ethiopia, Kenya, Somalia, Sudan, Tanzania và Uganda. Nó đã tuyệt chủng tại khu vực ở Djibouti. Được xem là loài sắp bị đe dọa bởi Liên minh quốc tế bảo tồn thiên nhiên và tài nguyên thiên nhiên (IUCN), số lượng loài này đang giảm sút.

## Đặc điểm

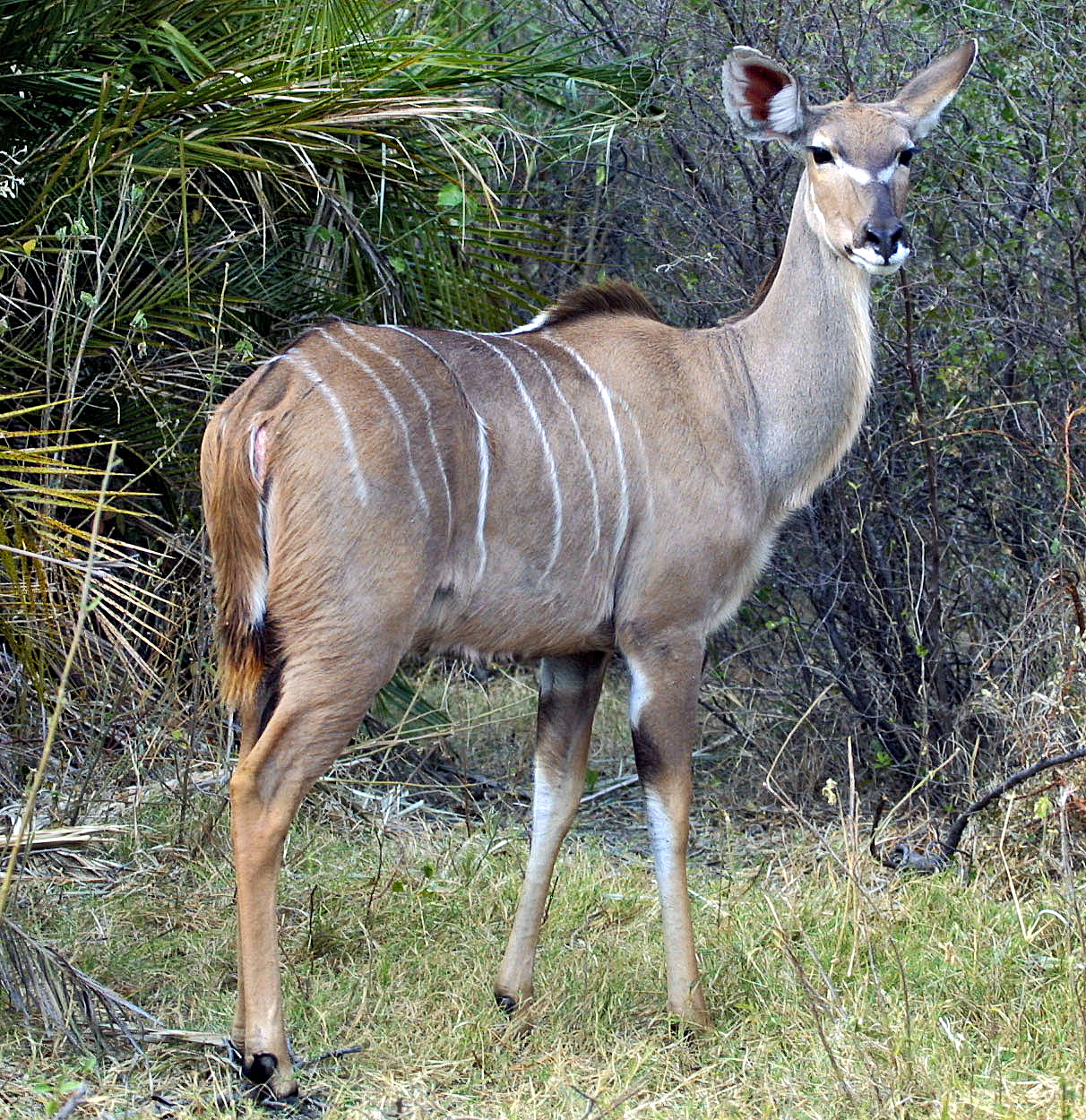
Một con linh dương Kudu

Màu nâu và sọc của những tấm da xám xịt ở chúng giúp đỡ để ngụy trang trong môi trường bụi cỏ. Kudu nhỏ tại một thời điểm được cho là một phiên bản nhỏ hơn của linh dương Kudu lớn, nhưng bây giờ được coi là một loài nguyên thủy hơn. Kudu nhỏ cao 90 đến 110 cm (35 đến 43 in) tại vai và cân nặng 60–100 kg (130–220 lb). Linh dương Kudu cao 1.2m-1.5m, con đực to hơn con cái, con đực nặng khoảng 224 kg-356 kg, trong khi đó con cái nặng 179.6 kg-234 kg. Kudu nhỏ sinh sống trong khu vực có bụi gai khô và rừng và chủ yếu ăn lá cây.
Chúng hoạt động về đêm và lúc chạng vạng. Chúng sống thành đàn từ 2-5 con đến 24 con. Kudu nhỏ có thể nhảy khoảng cách hơn 7 m (23 ft) và cao 2 m (6,6 ft). Chúng cũng có thể chạy đến tốc độ 73 km/h (45 mph). Khi bị đe dọa, linh dương Kudu thường làm dữ thay vì chạy trốn khỏi cuộc chiến. Chúng sẽ dùng sừng hất đối thủ thay vì đâm. Linh dương Kudu có sừng hình xoắn ốc dài, dài khoảng 1.8m. Loài linh dương này là những vận động viên và những tay đạp tuyệt vời và có thể tung vó đá bay một con chó hoang châu Phi hoặc đá trẹo cổ một con chó rừng. Tất cả loài linh dương Kudu có bờm ở trên lưng, có sọc trắng ở hai bên.
Nhiều như linh dương khác, Những con kudu đực có thể được tìm thấy trong các nhóm riêng lẻ, mục tiêu của chúng có khả năng cô độc. Sự thống trị của chúng có xu hướng không kéo dài và khá hòa bình. Đôi khi hai con đực cạnh tranh cạnh tranh bạn tình phải thông qua cách thức giải quyết là bằng sừng của chúng và đôi khi chúng hăng máu quá đến mức khóa sừng mắc dính với nhau để đọ sức bền, nếu không thể buông tha chúng sẽ chết vì đói hoặc bị mất nước. Cảnh tượng hai con linh dương móc sừng đánh nhau đến chết này là minh chứng cho một cuộc chiến nảy lửa giữa hai đối thủ nặng ký.
Con đực được cặp với con cái duy nhất trong mùa giao phối, khi chúng tham gia trong nhóm 5-15 con Kudu bao gồm con cái. Con bê phát triển rất nhanh chóng và sáu tháng là chúng sẽ độc lập tương đối với mẹ của chúng. Những con cái mang thai sẽ rời khỏi đàn để cho ra đời một đứa con duy nhất. Nó để lại cho con non nằm ẩn trong 4-5 tuần trong khi quay trở lại chỉ để chăm sóc cho nó. Sau đó bê sẽ bắt đầu gặp mẹ trong thời gian ngắn, khoảng 6 tháng chúng sẽ vĩnh viễn tham gia nhóm. Linh dương kudu sống từ 7-8 năm trong tự nhiên và khoảng 23 năm trong điều kiện giam cầm.

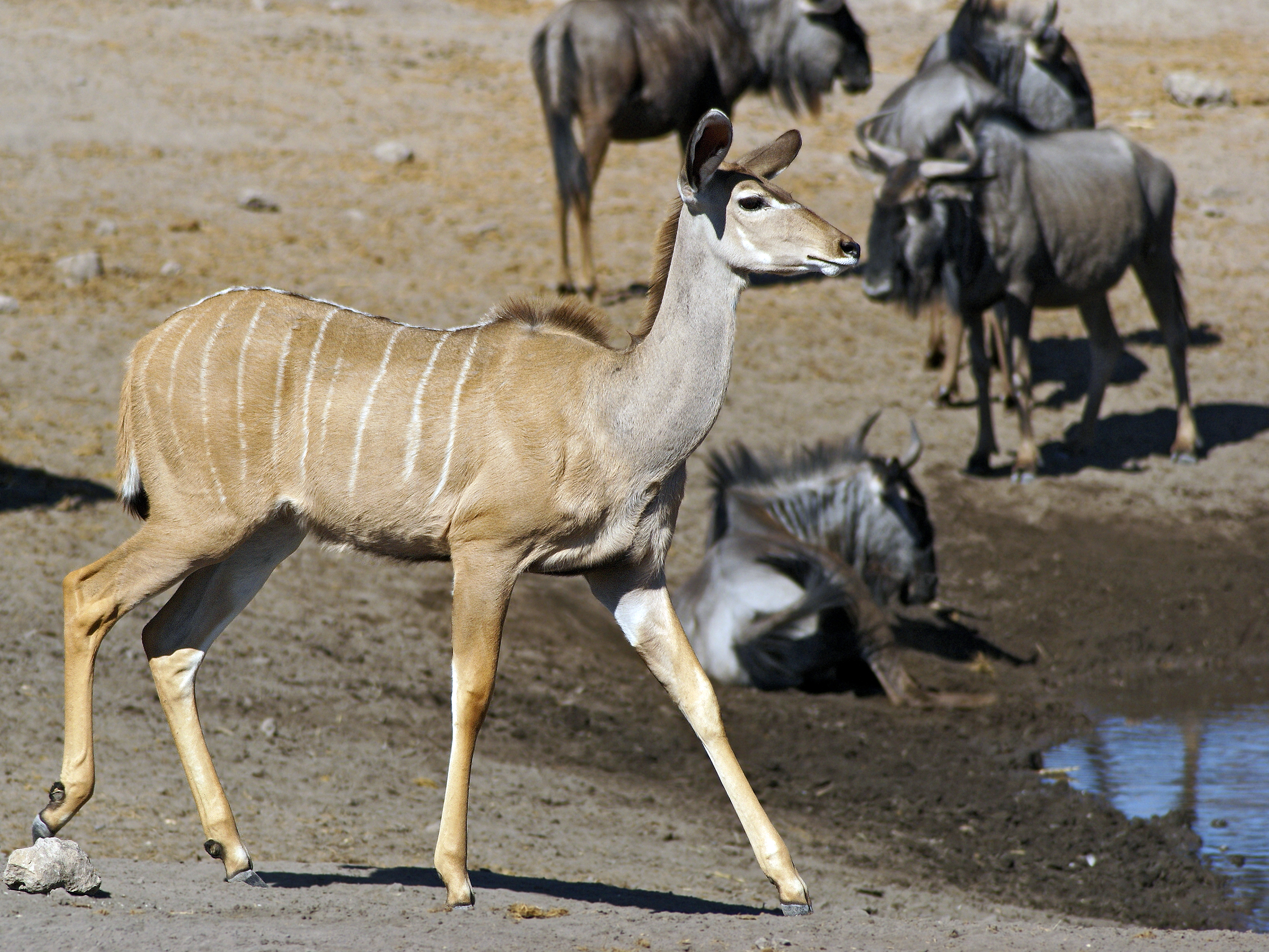
Một con linh dương Kudu đang tìm nguồn nước

Những con linh dương Kudu cái thường sống thành từng đàn nhỏ. Tuy nhiên, kudu đực lại có xu hướng sống đơn độc, tránh các khu vực không có cây cối hoặc cây bụi lớn bởi chúng họ chạy khá chậm nên khó trốn thoát khỏi kẻ thù trong tự nhiên như sư tử, linh cẩu, chó săn và báo. Chúng thường dựa vào những khả năng vốn có và sự xảo quyệt trong việc che giấu bản thân mình để tồn tại. Chẳng hạn như khi bị đàn linh cẩu bao vây, một số con khôn ngoan sẽ lao xuống nước hạy trốn khỏi cuộc phục kích của đàn linh cẩu và biến mất vào một đàn ngựa vằn.
Khi bị đe dọa, kudu sẽ thường làm dữ thay vì chạy trốn khỏi cuộc chiến. Con đực bị thương được biết đến khi có thể đáp lại những kẻ tấn công chúng sẽ dùng sừng hất đối thủ hay vì đâm. Một con cái bị thương có thể tiếp tục chạy mà không cần dừng lại trong vòng nhiều dặm để nghỉ ngơi trong hơn một phút. Chúng là những vận động viên và những tay đạp tuyệt vời và có thể tung vó đá bay một con chó hoang châu Phi hoặc đá trẹo cổ một con chó rừng. Chúng nhảy tốt và có thể phi qua một hàng rào 5 bộ.
Về chế độ ăn uống linh dương Kudu ăn lá và chồi. Linh dương kudu là loài động vật ăn cỏ, thức ăn của chúng phần lớn là cây cỏ, rễ cây, lá và trái cây và củ. Trong mùa khô chúng ăn dưa hấu hoang dã và trái cây khác để cung cấp chất lỏng và các loại đường tự nhiên. Các con linh dương Kudu nhỏ ít phụ thuộc vào nguồn nước hơn so với những con linh dương Kudu lớn. Chúng có thể sống sót trong một thời gian dài mà không cần uống nước. Động vật ăn thịt và các mối đe dọa từ nhiều động vật ăn thịt như mèo lớn (sư tử và báo hoa mai), chó hoang châu Phi, linh cẩu và trăn săn kudu và những con con. Linh dương Kudu bị săn bắt bởi sư tử, báo, và chó hoang. Báo đốm, mãng xà, chim đại bàng và các loài mèo hoang nhỏ thường săn linh dương kudu con. Số lượng Kudu còn bị ảnh hưởng bởi con người do nạn săn bắn lấy thịt, da và sừng, hoặc sử dụng môi trường sống của chúng cho đốt than và nông nghiệp.

## Với con người
Những con Kudu rất dễ bị virus bệnh dịch trâu bò. Kudus rất dễ bị bệnh dại trong thời gian hạn hán kéo dài. Những con dực rất can đảm và đôi khi tấn công con người khi đứng quá gần chúng. Kudu lớn được hưởng lợi và phải chịu đựng từ sự tương tác với con người, chúng là một mục tiêu cho các thợ săn, vì đôi sừng lớn của chúng. Chúng cũng rất hay lảng tránh, sử dụng chiến thuật chạy khoảng cách ngắn và ẩn thay vì chỉ đơn giản là chạy trốn mà các loài linh dương châu Phi khác thường thực hiện. Con người cũng đã phá hủy bìa rừng nơi chúng sinh sống. Tuy nhiên, các giếng nước, các hệ thống thủy lợi được thiết lập bởi con người cũng đã cho phép loài kudu lớn chiếm lĩnh các lãnh thổ trước đó chúng không thể sinh sống được vì không có nước. Sừng của loài linh dương này được người Do Thái sử dụng để làm Shofars, một loại sừng nghi lễ của người Do Thái thổi tại Rosh Hashanah. Thịt kudu tương tự như thịt nai với một hương vị gan nhẹ. Nó là một loại thịt rất khô và sáp, vì vậy nó cần được nấu chín kỹ để tránh làm khô nó ra và làm cho nó dễ ăn, thịt chúng rất bổ và có hàm lượng chất béo thấp.